# 特種部隊軍團
墨西哥特種部隊軍團（西班牙語：Cuerpo de Fuerzas Especiales，簡稱：COIFE）是墨西哥陸軍所屬的特種部隊，由6個營所組成。該部隊的前身為特種部隊空中機動群（西班牙語：Grupo Aeromóvil de Fuerzas Especiales，簡稱：GAFE）。
特種部隊軍團分為“常規”、“中級”和“資深”三個級別的隊伍，其中“常規”士兵主要擔任輕裝步兵的角色，“中級”士兵負責人員培訓。特種部隊高級司令部 ，是墨西哥的第1層級（Tier One）特種部隊，專責執行國家級的隱蔽行動，其隊員均來自特種部隊軍團的“資深”隊員。
特種部隊軍團的座右鉻是“一切為了墨西哥”（西班牙語：Todo por México），該部隊的定位相當於美國陸軍特種部隊（綠扁帽部隊）。

## 歷史

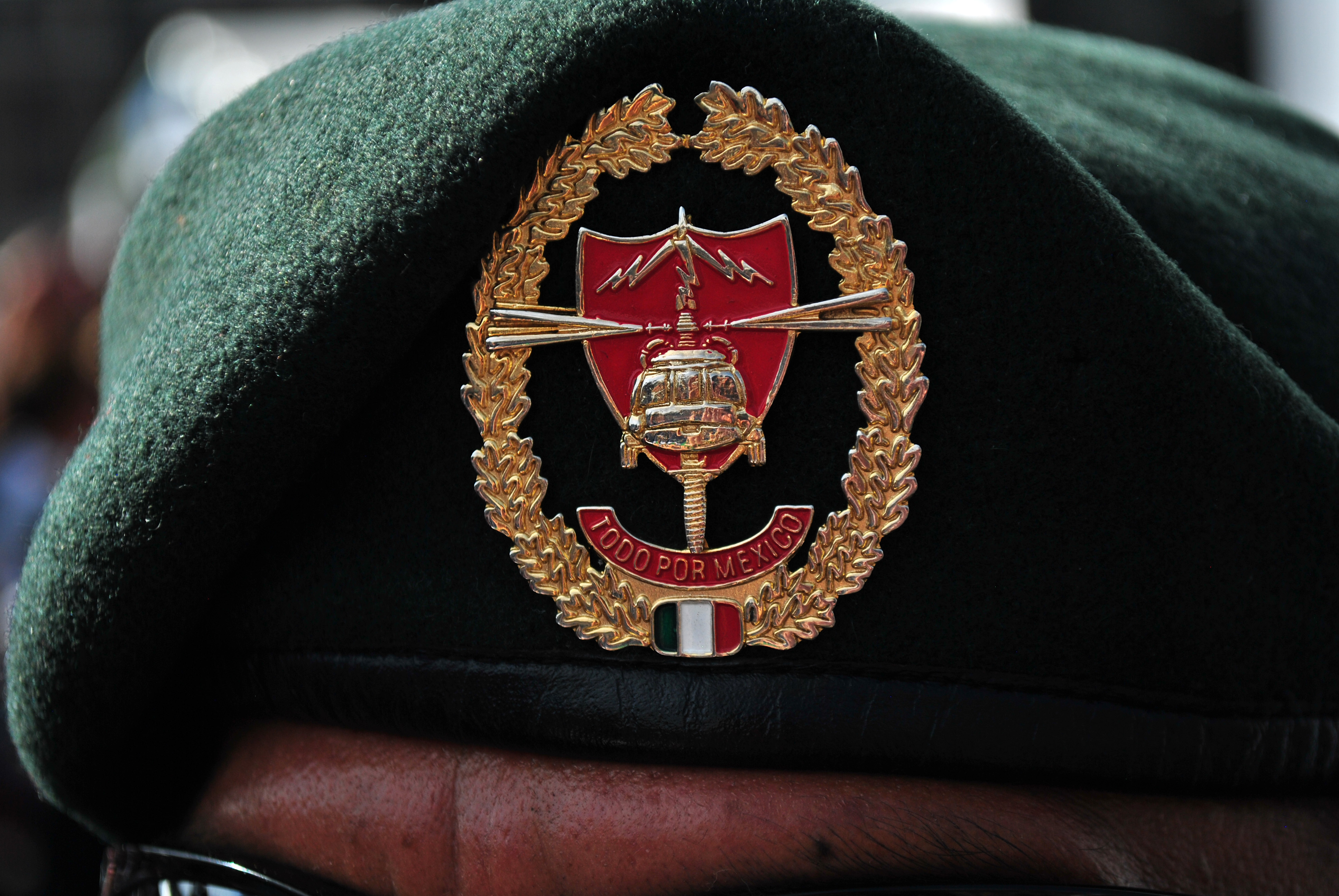
特種部隊軍團的綠色貝雷帽

GAFE的前身是於1986年成立的“快速干預部隊”（西班牙語：Fuerza de Intervención Rápida），當時的墨西哥政府為了讓國際足總世界盃決賽能順利舉行，因此創立了該部隊。同時由法國國家憲兵干預組（GIGN）負責訓練該部隊使用特種武器及反恐戰術。1999年6月1日，部隊名稱被改為“GAFE”，並在2013年由其原本的師級單位擴編成為墨西哥陸軍的一個軍團。2004年開始改為現稱，“COIFE”。
1994年，GAFE參與了在恰帕斯州清剿薩帕塔民族解放軍的作戰，但墨西哥政府並沒有就該次軍事行動知會過大眾。消息指GAFE在1990年代曾接受以色列特種部隊和美國特種作戰部隊的突擊隊和城市戰訓練，項目包括快速部署、槍法、伏擊、反情報和威嚇戰術等。數名隊員還曾經在西半球安全合作學院進行過針對進階拷問技巧和心理戰的訓練。
目前特種部隊軍團專責於在墨西哥毒品戰爭中打擊各個派系的販毒集團，當中有不少知名的販毒首腦已經被他們抓獲。

## 爭議
1994年，薩帕塔民族解放軍佔據了墨西哥南部恰帕斯州的數個小鎮，於是墨西哥政府派遣GAFE清剿這些叛軍。數小時後，30名叛軍被擊斃，其餘則被生擒。後來叛軍的屍體被發現棄置在一條河岸上，他們的耳朵和鼻子都被割掉。
1999年，34名叛逃的GAFE士兵投靠海灣販毒集團，並成為了該集團的武裝人員。海灣販毒集團後來演變成惡名昭彰的洛斯哲塔斯。據稱洛斯哲塔斯還會招募墨西哥和外國的軍人（如美國陸軍士兵和瓜地馬拉凱比里斯特種部隊幹員），以及腐敗警察和街頭幫派成員等。其成員會以各種殘酷的拷問方式和心理戰術威懾對手和無辜平民。截至2011年，34名投靠洛斯哲塔斯的前特種部隊軍團成員只餘下10人仍然被通緝，其餘大部份投靠哲塔斯的前隊員已被墨西哥軍方、聯邦警察以至是特種部隊軍團生擒或擊斃。
2013年10月2日，特種部隊軍團的便衣隊員被指控在一場由無政府主義青年組織發起的示威遊行中煽動人群，以令警方能夠以此為藉口清場。

## 訓練
自成立以來，特種部隊軍團已接受多支特種部隊和特種警察的訓練（包括法國國家憲兵干預組、以色列特種部隊和美國陸軍特種部隊等）。1998年，墨西哥陸軍創立“特種部隊軍事學校”（西班牙語：Escuela Militar de Fuerzas Especiales），並在2002年5月1日改為“特種部隊訓練中心”（西班牙語：Centro de Adiestramiento de Fuerzas Especiales）。其基礎特種部隊課程長達6個月。

### 編制
- 第1特種部隊旅
  - 第1特種部隊營
  - 第2特種部隊營
  - 第3特種部隊營
- 第2特種部隊旅
  - 第4特種部隊營
  - 第5特種部隊營
  - 第9特種部隊營
  - 快速應變營
- 第3特種部隊旅
  - 第6特種部隊營
  - 第7特種部隊營
  - 第8特種部隊營
- 額外73個位於全國各地的獨立特種部隊營

## 已知裝備

### 個人武器

#### 手槍
| 武器名稱  | 原產地 | 備註 |
| --------- | ------ | ---- |
| HK P7M13  | 德国   | -    |
| 貝瑞塔92F | 義大利 | -    |

#### 衝鋒槍
| 武器名稱 | 原產地 | 備註 |
| -------- | ------ | ---- |
| HK MP5   | 德国   | -    |
| FN P90   | 比利时 | -    |

#### 突擊步槍
| 武器名稱  | 原產地 | 備註 |
| --------- | ------ | ---- |
| FX-05火蛇 | 墨西哥 | -    |
| M4A1      | 美国   | -    |

#### 狙擊步槍
| 武器名稱    | 原產地 | 備註       |
| ----------- | ------ | ---------- |
| M24 SWS     | 美国   | -          |
| HK PSG1     | 德国   | -          |
| 巴雷特M82A1 | 美国   | 反器材步槍 |

#### 輕機槍／通用機槍
| 武器名稱 | 原產地 | 備註 |
| -------- | ------ | ---- |
| FN MAG   | 比利时 | -    |
| HK21E    | 德国   | -    |
| M249 SAW | 美国   | -    |

#### 霰彈槍
| 武器名稱    | 原產地 | 備註 |
| ----------- | ------ | ---- |
| 莫斯伯格500 | 美国   | -    |
| 雷明登1100  | 美国   | -    |

#### 榴彈發射器
| 武器名稱         | 原產地 | 備註             |
| ---------------- | ------ | ---------------- |
| M203             | 美国   | 下掛在M4A1護木下 |
| 米爾科姆MGL Mk 1 | 南非   | -                |

#### 其他
| 武器名稱 | 原產地 | 備註 |   |
| -------- | ------ | ---- | - |
| 牆角槍   | 以色列 | -    | - |

### 反裝甲武器
- RPG-7
- B-300（英语：B-300）
- RPG-29
- RL-83滅眼劑（英语：RL-83 Blindicide）

### 個人裝備
- 作戰服
  - 一般穿著墨西哥陸軍的數位迷彩作戰服或全黑工作服。
- 攜板背心
- 戰鬥頭盔
- 無線電
- 各種手榴彈